# Marie Solange Pagonendji-Ndakala
Marie Solange Pagonendji-Ndakala là một chính trị gia người Cộng hòa Trung Phi, là Bộ trưởng Bộ Phát triển, Du lịch và Thủ công.